# Dhani Harrison

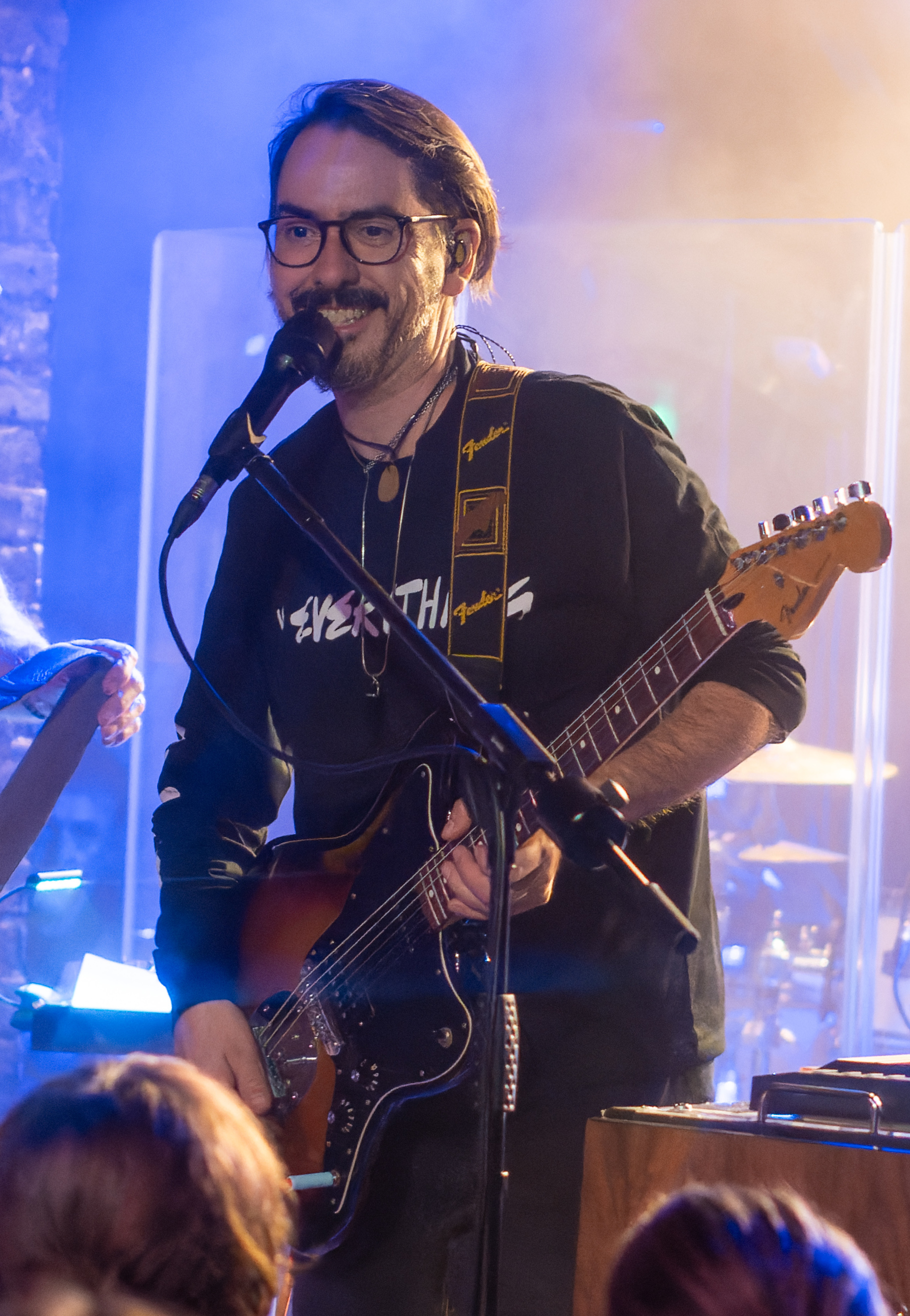
Dhani Harrison (2023)

Dhani Harrison (* 1. August 1978 in Windsor, England) ist ein britischer Musiker. Er ist der Sohn von George und Olivia Harrison. Harrison debütierte als Profi-Musiker während der Aufnahme zum letzten Album seines Vaters und komplettierte es mit Hilfe von Jeff Lynne nach dem Tod seines Vaters im November 2001. 2006 formierte Dhani Harrison seine eigene Band thenewno2.

## Leben

### Schule und Beruf

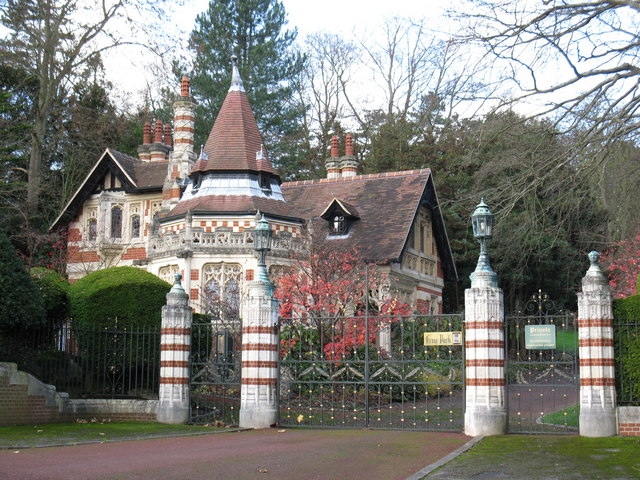
Einfahrt zum Anwesen Friar Park

Dhani Harrison wuchs bei seinen Eltern im Friar Park, einem 120-Zimmer-Anwesen, in der Ortschaft Henley-on-Thames auf. Er besuchte die Badgemore Primary School in Henley-on-Thames und wechselte anschließend zur Dolphin School in der Nähe von Twyford. Seine Schulausbildung schloss er auf dem Shiplake College in der Nähe von Henley-on-Thames ab. An der amerikanischen Brown University in Providence (Rhode Island) erwarb Harrison im Jahr 2001 im Rahmen seines Studiums der Bildenden Kunst einen Abschluss in den Bereichen Physik und Industriedesign. Es folgte eine Anstellung beim Formel-1-Team McLaren, wo er im Bereich Aerodynamik tätig war.

### Musikalischer Werdegang

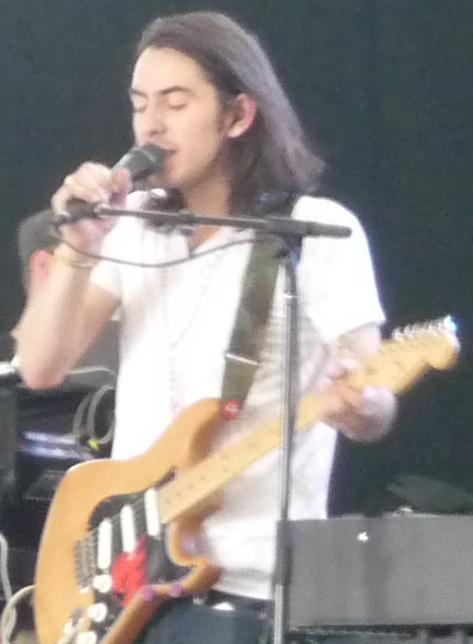
Dhani Harrison beim Coachella-Festival, 2009

Als Kind wollte Dhani Harrison zwar Schlagzeuger werden, aber als Ringo Starr einmal bei George Harrison zu Gast war und Dhani Harrison etwas auf dem Schlagzeug vorspielte, ließ er diesen Gedanken wieder fallen und erlernte das Gitarrenspiel. Im März 1988 nahm George Harrison mit seinem neunjährigen Sohn Dhani Harrison und Ravi Shankar das Lied Ride Rajbun auf, das im Oktober 1992 auf dem Kompilationsalbum The Bunbury Tails veröffentlicht wurde. Bereits mit 13 Jahren stand Dhani Harrison als Gitarrist mit seinem Vater während dessen Japan-Tournee im Jahr 1991 für das Lied Roll Over Beethoven auf der Konzertbühne des Tokyo Dome. Als George Harrison am 6. April 1992 in der Royal Albert Hall in London seinen einzigen Solo-Auftritt in Europa (zugunsten der Natural Law Party, einer kleinen britischen Partei) absolvierte, war sein Sohn ebenfalls dabei. Im Januar 2001 erschien das remasterte George-Harrison-Album All Things Must Pass. Einer der Bonustitel, I Live for You, stammt von den originären Aufnahmesessions und wurde im Jahr 2000 von George und Dhani Harrison musikalisch ergänzt und überarbeitet, das Lied My Sweet Lord (2000) wurde komplett neu aufgenommen. Im Jahr 2001 schrieb Dhani Harrison zusammen mit seinem Vater kurz vor dessen Tod das Lied Horse to the Water, das schließlich auf dem Album Small World Big Band von Jools Holland erschien und somit die letzte Aufnahme von George Harrison darstellt. Am 29. November 2001 verstarb George Harrison. Dhani Harrison stellte mit Jeff Lynne das letzte Studioalbum seines verstorbenen Vaters, Brainwashed, fertig, wobei Dhani Harrison als Musiker und Co-Produzent aufgeführt wird.
Das Concert for George fand am 29. November 2002 anlässlich des ersten Todestags von George Harrison in der Londoner Royal Albert Hall statt, neben Freunden und musikalischen Weggefährten trat auch Dhani Harrison auf. Am 12. Juni 2007 wurde das Album Make Some Noise – The Amnesty International Campaign to Save Darfur veröffentlicht, auf dem Jakob Dylan mit Harrison das Lennon-Lied Gimme Some Truth interpretiert. Im Juni 2007 erschienen weiterhin die remasterten Alben der Traveling Wilburys, bei den musikalisch ergänzten Bonusstücken wirkt neben Jeff Lynne auch Dhani Harrison mit, der bei den Alben unter dem Pseudonym Ayrton Wilbury – der Name bezieht sich auf den tödlich verunglückten Rennfahrer Ayrton Senna – aufgeführt wird.

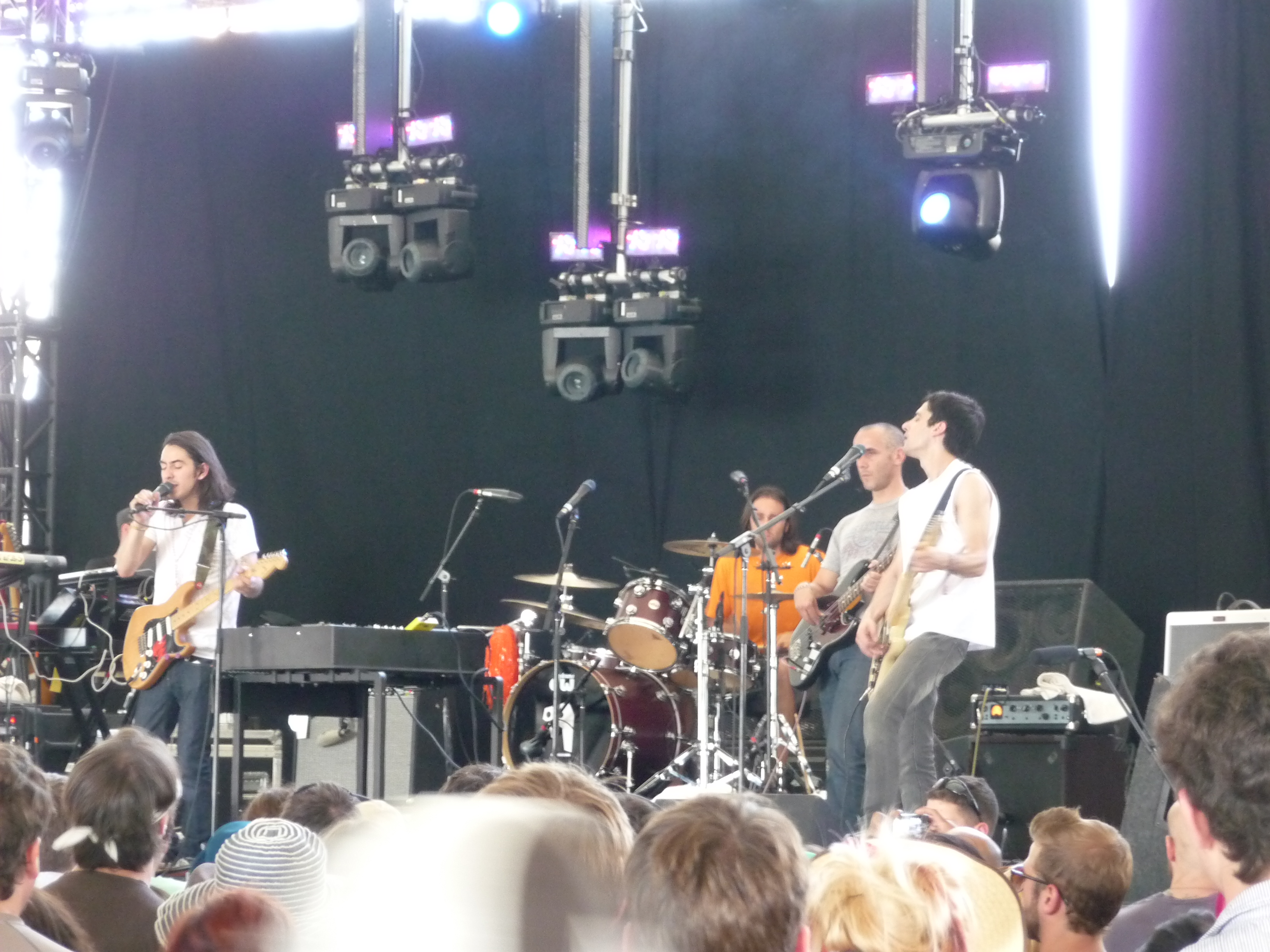
TheNewNo2 – Coachella-Festival 2009

Im Jahr 2006 gründete Dhani Harrison mit Oli Hecks das Duo Thenewno2, ihre erste EP mit dem Titel EP EP001 wurde noch im gleichen Jahr veröffentlicht. Am 11. August 2008 erschien ihr Debütalbum You Are Here, das sie im Studio von George Harrison aufnahmen und auch dort selber produzierten.
Am 9. September 2009 wurde das Musikvideospiel Rockband: The Beatles veröffentlicht, das für die Konsolen PlayStation 3, Wii und Xbox 360 programmiert worden ist. Die Entwicklung der Software erfolgte durch die Firma Harmonix Music Systems mit Unterstützung von Paul McCartney, Ringo Starr sowie Dhani Harrison.

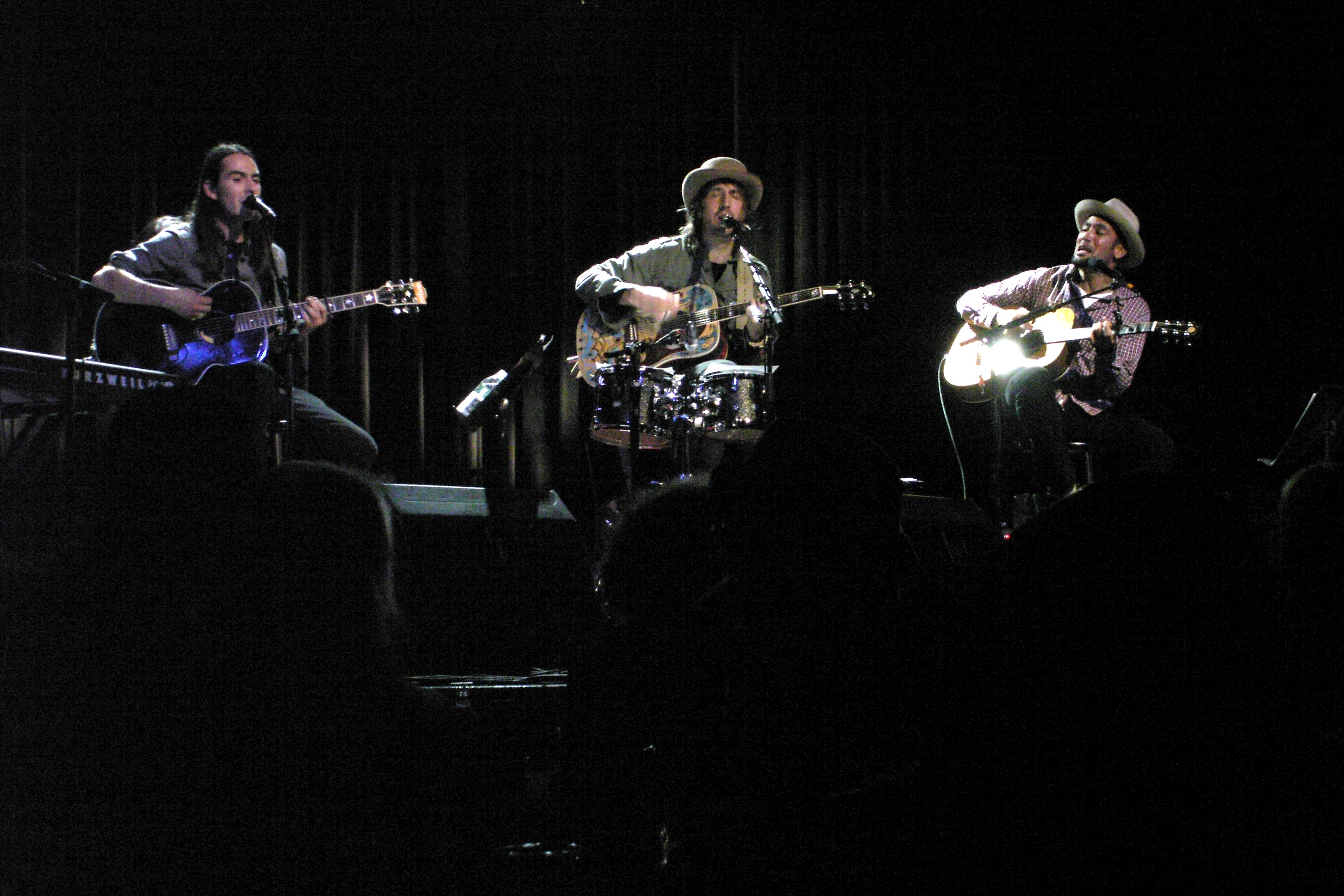
Fistful of Mercy 2010

Im Jahr 2010 wurde die Musikgruppe Fistful of Mercy gegründet, sie besteht aus den drei Musikern Ben Harper, Joseph Arthur und Dhani Harrison. Jim Keltner spielte als Studiomusiker Schlagzeug. Das Album As I Call You Down erschien im Oktober desselben Jahres beim von George Harrison gegründeten Label Hot Records. Es erreichte in den USA Platz 2 der Folkalbum-Charts und Platz 50 der offiziellen Verkaufscharts. Im Jahr 2011 folgte die EP EP002 der Thenewno2.
Im Juli 2012 wurde das zweite Album von Thenewno2 mit dem Titel thefearofmissingout veröffentlicht, das im Wesentlichen von Dhani Harrison eingespielt wurde, Oli Hecks war als Schlagzeuger nur an zwei Liedern beteiligt. Im März 2013 folgte der Soundtrack Beautiful Creatures, wiederum unter der Interpretenbezeichnung Thenewno2, bei dem Harrison mit Paul Hicks und Jonathan Sadoff die Titel geschrieben hatte. Paul Hicks hatte bereits bei den beiden vorhergehenden Alben von Thenewno2 mitgewirkt. Oli Hecks war an dem Album nicht mehr beteiligt. Im Jahr 2013 wurde auch der von George Harrison geschriebene Beatles-Titel For You Blue von Dhani Harrison aufgenommen und im September veröffentlicht.
Dhani Harrison wird bei der im September 2014 erschienenen CD-Box The Apple Years 1968–75 als ausführender Produzent aufgeführt. Ein weiterer Soundtrack, Learning to Drive, wurde von Dhani Harrison und Paul Hicks im August 2015 veröffentlicht. Im Februar 2016 erschien die Doppel-CD George Fest, ein Live-Tributalbum für George Harrison, bei dem wiederum Dhani Harrison bei acht Liedern mitwirkte. Das Konzert fand am 28. September 2014 im Fonda Theatre in Los Angeles statt. Dhani Harrison spielte auf dem James-McCartney-Album The Blackberry Train (Mai 2016), bei dem Titel Too Hard Gitarre. Im Juli 2016 wurde das Soundtrackalbum zum Spielfilm Seattle Road veröffentlicht, eingespielt wurde es von Dhani Harrison und Paul Hicks. Im Oktober 2017 erschien Dhani Harrisons Album In///Parallel, es ist das erste Album, das er nur unter seinem Namen veröffentlichte.
Als Komponist für Film- und Fernsehproduktionen umfasst sein Schaffen mehr als ein Dutzend Produktionen, darunter die Spielfilme Learning to Drive – Fahrstunden fürs Leben (2014) und Cut Throat City – Stadt ohne Gesetz (2020) und die Serie Good Girls Revolt. Er kooperiert dabei stets mit Paul Hicks.

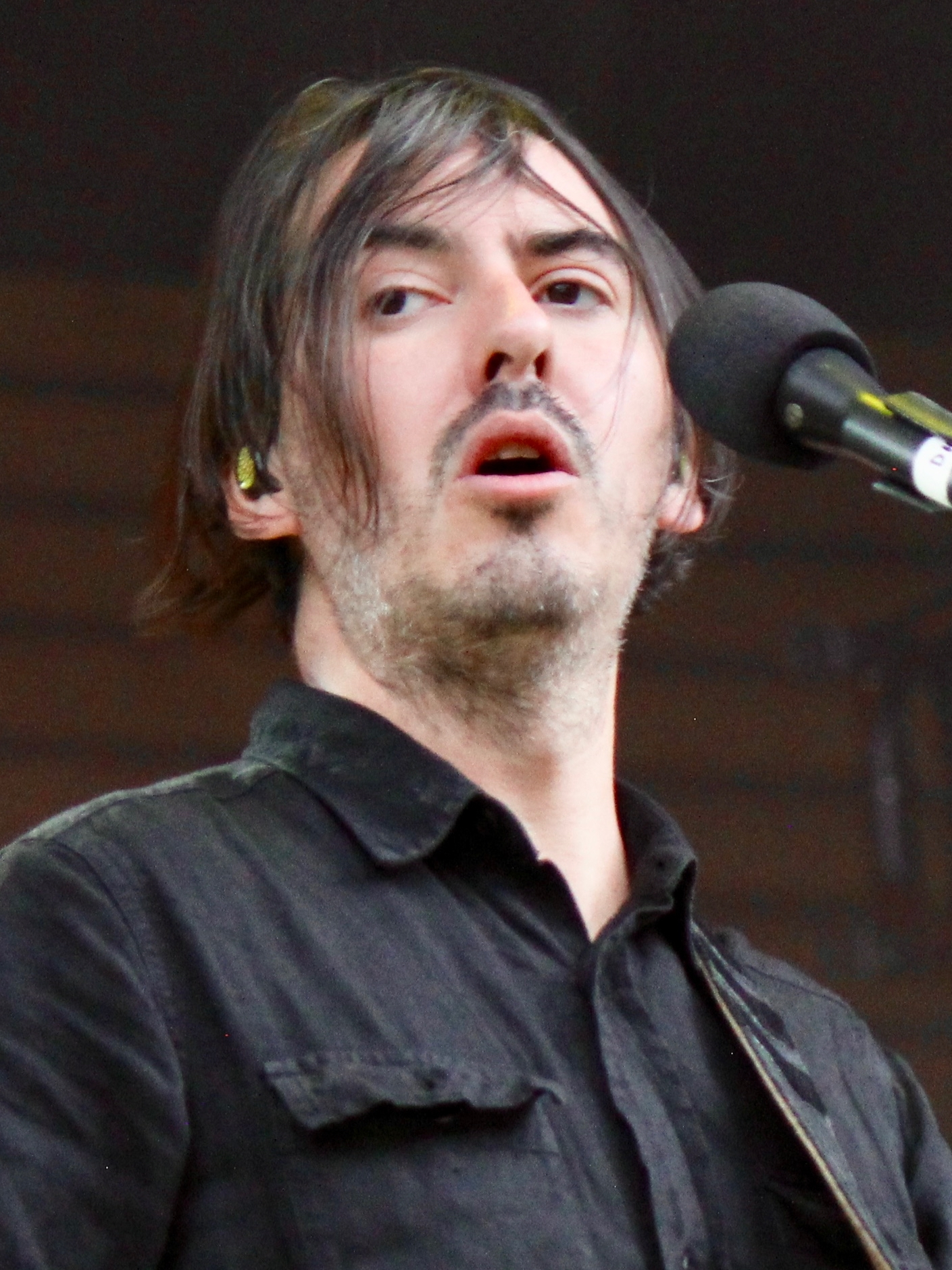
Dhani Harrison (2018)

Dhani Harrison und seine Band waren die Vorgruppe von Jeff Lynne's ELO auf der Nord-Amerika-Tour vom 20. Juni bis zum 1. August 2019. Am 12. Juli 2019 erschien die Harrison Single Motorways (Erase It).
Seit Januar 2020 führt Dhani gemeinsam mit seiner Mutter das 1974 von seinem Vater gegründete Plattenlabel Dark Horse Records weiter.
Im März 2020 veröffentlichte Dhani Harrison seine Version des Beatles-Liedes The Inner Light, das ein Teil der Unterstützung der von George Harrison gegründeten Wohltätigkeitsorganisation The Material World Foundation zur Bekämpfung des COVID-19-Virus ist.
Im Dezember 2021 war Harrison Co-Produzent des Musikvideos zum Lied My Sweet Lord. Am 20. Oktober 2023 erschien Harrisons zweites Album Innerstanding, eine physikalische Veröffentlichung erfolgte am 9. Februar 2024.

### Privates
Im Juni 2012 heiratete Dhani Harrison das ehemalige Model Sólveig Káradóttir. Im November 2016 berichtete die Presse über eine Trennung des Paars.

## Diskografie

### Thenewno2

#### Alben
- You Are Here (2008)
- thefearofmissingout (2012)
- Beautiful Creatures (Soundtrack) (2013)

#### EPs
- EP001 (2006)
- EP002 (2011)

#### Singles
- Choose What You`re Watching (2008)

### Fistful of Mercy

#### Album
- As I Call You Down (2010)

#### Single
- Pale Blue Eyes / Things Go 'Round (2011)

### Alben mit Dhani Harrison/Paul Hicks
- Learning to Drive (Soundtrack) (2015)
- Seattle Road (Soundtrack) (2016)

### Alben mit Dhani Harrison
- In///Parallel (2017)
- Innerstanding (2023)

### Singles mit Dhani Harrison
- For You Blue (2013)
- Motorways (Erase It) (2019)
- New Religion (2023)
- I.C.U (2024)

### Alben mit Beteiligung von Dhani Harrison
- Concert for George (2003) [2 CD + DVD-Box]
- George Fest – A Night to Celebrate the Music of George Harrison  (2016) [2 CD + DVD]